# Gals (satellite)
Pour les articles homonymes, voir Gals (homonymie).
Gals (en russe : Галс, Indice GRAU : 17F71) est une série de satellites de télécommunications russes. Le premier lancement a eu lieu le 20 janvier 1994 pour la télévision chinoise,,.

## Historique des lancements
2 satellites ont été lancés, tous par des Proton depuis Baïkonour.
| Date de lancement | Désignation | Identifiant COSPAR | Notes |
| ----------------- | ----------- | ------------------ | ----- |
| 20 janvier 1994   | Gals 1      | 1994-002A          |       |
| 17 novembre 1995  | Gals 2      | 1995-063A          |       |